# NGC 3022
NGC 3022 este o galaxie lenticulară situată în constelația Sextantul. A fost descoperită în 19 februarie 1830 de către John Herschel. Se află la o distanță de 90,14 de megaparseci de Pământ.